# نیکولو مارتیننگی
نیکولو مارتیننگی (ایتالیایی: Nicolò Martinenghi؛ زادهٔ ۱ اوت ۱۹۹۹) شناگر اهل ایتالیا است.
وی در مسابقات کشوری و بین‌المللی در مجموع برندهٔ ۵ مدال برنز شده‌است.